# Premio IEEE Masaru Ibuka Consumer Electronics
El IEEE Masaru Ibuka Consumer Electronics Award es un premio de campo técnico del IEEE otorgado por contribuciones sobresalientes a la tecnología de electrónica de consumo. Se nombra en honor a Masaru Ibuka, cofundador y presidente honorario de Sony Corporation. El premio se otorga actualmente cada año a un individuo o un equipo de hasta tres personas (aunque en 2002, se otorgó a cinco personas). El premio fue establecido por la Junta Directiva de IEEE en 1987 y está patrocinado por Sony Corporation.
Los ganadores de este premio reciben una medalla de bronce, un certificado y un honorario.
- Datos: Q933972